# Gadu-Gadu
 (septembre 2012).
Gadu-Gadu est un logiciel de messagerie instantanée très populaire en Pologne et qui utilise son propre protocole propriétaire. Il est financé par les messages de publicité et, comme pour ICQ, les utilisateurs sont identifiés grâce à un numéro unique. 
Gadu-Gadu est actuellement disponible en version 10.
La version officielle gère 150 smileys différents, permet la transmission des messages même quand le destinataire est hors-ligne, ainsi que la voix sur IP. Depuis la version 6.0, une connexion sécurisée à l'aide de SSL peut être effectuée. Une des fonctionnalités les plus populaires est l'option de statut, permettant aux utilisateurs d'afficher des messages courts sous leur « avatar » sur les listes de contacts des autres utilisateurs. Il existe également de nombreux plug-in qui permettent d'enrichir ses fonctionnalités. De plus, des logiciels comme Pidgin (ex-Gaim), Tlen.pl, Kopete, Adium, Miranda IM ou Miranda NG permettent d'utiliser le protocole de Gadu-Gadu.